# Tirgo
Tirgo és un municipi de la Rioja, a la regió de la Rioja Alta. Compta amb una extensa xarxa hidrogràfica sobre la fèrtil plana en la qual s'assenta, banyada per les aigües del riu Tirón, i prop de l'Ebre i l'Oja. Pertany al partit judicial d'Haro.

## Economia
Es tracta d'un municipi eminentment agrícola i ramader. S'hi conreen productes tant de secà (patata i cultius industrials) com de regadiu (vinya i cereal). La vinya és el cultiu principal del poble i és la base de la indústria més destacada del municipi. Compta amb una cooperativa vinícola, Nuestra Señora de Valvanera.

## Història
L'origen de Tirgo es remunta a les primeres civilitzacions de la Península, en concret als autrígons, una de les tribus primitives que es van assentar a la zona. El primer nom de Tirgo va ser Autrigón, ja que era l'única vila habitada per aquesta tribu. Posteriorment el poble va passar a dir-se Trigón, nom que està relacionat tant amb el nom dels pobladors com amb el riu Tirón. Finalment es va canviar el nom pel de Tirgo, que és el que s'ha conservat fins a l'actualitat.
Si bé Tirgo té l'origen en les primeres civilitzacions peninsulars, no n'existeixen referències documentals fins a l'any 978, any que s'elabora l'acta de fundació del convent de Covarrubias. Es tractava d'una donació dels comtes castellans García Fernández i la seva esposa al susdit convent, pel qual cedien el temple de Santa María de Tirbo. En segles posteriors, com que es tractava d'una vila fronterera entre els regnes de Castella i Navarra, va pertànyer alternativament a un o a l'altre, segons les diferents circumstàncies històriques.
Al segle xiv va passar a formar part del comtat de Baños, juntament amb les poblacions de Leiva, Baños de Rioja i Ochánduri. Al segle xvii, sota els auspicis de la reina Maria Anna d'Àustria, Tirgo va ser reconeguda com a vila independent per Santo Domingo de la Calzada. El 1713 es va fer col·locar un retaule barroc a l'absis de l'església d'El Salvador per a commemorar l'obtenció del títol de vila.